# ميكي بيرك
ميكي بيرك (بالإنجليزية: Micky Burke)‏ (28 يونيو 1904 في المملكة المتحدة - 16 أكتوبر 1984) هو لاعب كرة قدم بريطاني (وحمل سابقاً جنسية المملكة المتحدة لبريطانيا العظمى وأيرلندا) في مركز الهجوم. لعب مع دونفرملين أثلتيك ونادي أبردين ونادي دوندالك ونادي روتشديل ونادي ساوثبورت ونادي كلايد ولينكولن سيتي أف سي وAshfield F.C. ‏ وBurton Town F.C. ‏.